# 代理ミュンヒハウゼン症候群
代理ミュンヒハウゼン症候群（だいりミュンヒハウゼンしょうこうぐん、英: Munchausen syndrome by proxy、MSbP、MSP）、他者に負わせる作為症（たしゃにおわせるさくいしょう）とは、自傷行為で病気をつくる精神疾患ミュンヒハウゼン症候群において、傷害の対象が庇護している近親者である精神疾患。主に対象は自身の子供であることが多く、「看病」「介護」する自己へ周囲から同情や称賛が集っている状態が心地よいと感じ、虚偽報告・薬等を用いた隠れた虐待行為をする精神疾患、医療乱用虐待（MCA）である。
代理ミュンヒハウゼン症候群を親の精神疾患として扱うと虐待の一類型であるという理解が妨げられるため、「医療乱用虐待（MCA）」という用語を用いることが提唱されている。これは、ネグレクトのように医療を拒む行為とは逆に、不要な医療を求める状況全般を指している。罹患者側の目的は傷害行為自体ではなく、自分に周囲の関心を引き寄せる手段として行っており、自らの精神的満足を他者から得ようとしてやっている背景がある。自分の子供など庇護する者への傷害自体を目的として行っているわけではないとはいえ、行為が反復・継続し、重篤な傷害・死亡の危険がある。

## 疫学
ミュンヒハウゼン症候群と同じく周囲の関心を自分に引き寄せるためにケガや病気を捏造する症例だが、その傷付ける対象が自分自身ではなく身近の者に代理させるケースを代理ミュンヒハウゼン症候群という。症例は子を持つ母親に多く見られ、その傷付ける対象の多くは自分の子であり、子に対する親心の操作であったり、懸命または健気な子育てを演じて他人に見せることによって周囲の同情をひき、自己満足することも挙げられる。
アメリカでは、年間600 - 1000件近くのMSbP症例があるといわれ、その数は近年増加傾向にあるという。また、シュライアー博士によれば、このMSbP患者の約25%が、以前に「ミュンヒハウゼン症候群」を患っていた事が知られていると指摘する。

## 事例

### アメリカ
1970年代から1980年代にかけて、テキサス州の准看護師であるジェニーン・ジョーンズは、自身が担当する乳幼児60人あまりを殺害した疑いがあるが（うち3件で起訴）、その背景には代理ミュンヒハウゼン症候群があった可能性も指摘されている。
1996年、オハイオ州で、フロリダ州の母親が児童虐待の容疑で逮捕された。難病と闘う8歳の少女と、けなげな母親として、しばしばマスメディアに登場していたが、実は、娘に毒物を飲ませたり、バクテリアを点滴のチューブに入れたりしていた。その少女、ジュリー・グレゴリーは、200回の入院、40回以上の手術を受けて、内臓の一部を摘出されていた。逮捕後、母親には判決が下り、出所後も女児に接近禁止令が下され、手紙のやり取りだけで会っていない。女児はこの一連の出来事を書いた書籍を発表し、代理ミュンヒハウゼン症候群から子供たちを守るためのライターとなった。

### 日本
日本の厚生労働省の平成20年度の統計によれば、日本では2008年4月から2009年3月までの間に心中以外で虐待死した児童67人中4.5 %にあたる3人がMSbPにより死亡している。
1998年、福岡県久留米市で、1歳半の女児が20代前半の母親から抗てんかん剤を飲まされた。嘔吐や下痢、痙攣（けいれん）などの症状で入院するが、1週間ほどで回復し退院。ところが1ヶ月後に救急車で病院に運び込まれた。女児は意識障害を起こしていて揺さぶっても目を開けず、発作が起きるという母親の訴えで、抗てんかん剤を少量投与すると、いきなり血中濃度が高まり、中毒状態に陥った。同じ薬を大量に飲まされていた可能性が高かった。病院が調べると、母親が自分の神経痛で、二つの病院からその薬を処方されていた事が判明。女児は他に、水を1日2リットル以上も飲まされていて、水中毒による低ナトリウム血症を起こしていた。担当の医師は「『うちの子、難しい病気なんでしょう』と繰り返し聞いてくる。よくいる心配性なお母さんという感じだった。時には母親を疑ってみる姿勢がないと、不必要に採血したり、子供を傷つけてしまうと反省した」と述べた。

## 関連作品
- ジュリー・グレゴリー『Sickened 母に病気にされ続けたジュリー』竹書房文庫、2004年1月。ISBN 978-4-8124-1454-5。 - 上記であげた、女児が書いた書籍。
- 秋元康『着信アリ』角川書店、2003年11月。ISBN 978-4-04-174514-4。
- 知念実希人『天久鷹央の推理カルテ』第4話『オーダーメイドの毒薬』新潮文庫nex、2014年10月。
- 米国テレビドラマ「クリミナル・マインド FBI行動分析課」シーズン5 第13話 『リスキーゲーム(原題Risky Business)』。